# Эстонский биографический словарь
Эстонский биографический словарь — первое справочное издание на русском языке по персоналиям Эстонии. Словарь охватывает биографии с XII века до конца 2002 года и содержит около 3170 статей. Эстонский биографический словарь является второй частью трилогии посвященной Эстонии (первый том «Эстония — Eesti», третий том — Эстонский энциклопедический словарь).

## Издание
Издательство «KRK» выпустило словарь в 2002 году.

### Характеристика
Эстонский биографический словарь
Составители: Игорь Коробов, Людмила Раудтитс
Оформление : Рудольф Пангсепп
Издательство: KRK
Год: 2002
Тип обложки: твёрдый переплёт
Страниц: 424
Портреты
ISBN 9985-840-12-7

## Содержание
Словарь содержит 3070 биографических статей и дополнительно около 100 т. н. пристатейных справок. За основу отбора персоналий был взят 14-й том Эстонской энциклопедии «Eesti Elulood». В статье приводится написание фамилии на языке оригинала (эстонский, немецкий, шведский, датский, польский и др.), а также варианты написания. Основное имя в двойных и тройных личных именах выделяется курсивом. Даты рождения и смерти приводятся по новому стилю. В разделе Сочинения указываются полные собрания сочинений, избранное; в разделе Библиография — произведения, опубликованные не в периодический печати.